# Droits LGBT à Taïwan
Taïwan est le pays d'Asie le plus libéral s'agissant des droits LGBT, et le premier pays du continent à légaliser le mariage homosexuel en 2019. En septembre 2024, le gouvernement annonce que les couples du même sexe entre une personne de nationalité chinoise et une personne de nationalité taïwanaise seront reconnus au même titre que les couples hétérosexuels.